# Ameriški staffordshirski terier
Ameriški staffordshirski terier je pasma psa, ki je nastala v drugi polovici 19. stoletja s križanjem buldoga in terierja.

## Zgodovina pasme
Ameriški staffordshirski terier je sorodna pasma pasme Ameriški Pit Bull Terier, ki so jih sprva imeli za varuške otrok, saj so družinski psi. Njihove prednike so v ZDA prinesli britanski in irski priseljenci, ki so jih uporabljali za pasje boje, kot lovske pse in pse čuvaje. Pasji boji so bili namreč na začetku 19. stoletja izjemno priljubljeni, izmislili pa so si jih po tem, ko so postali izjemno priljubljeni boji psov z biki in medvedi prepovedani. V želji po čim bolj zanimivih bojih so začeli v Veliki Britaniji križati lovske terierje z buldogi in tako dobili pasme, ki so bile močne in nepopustljive kot buldogi in hitri ter vzdržljivi kot terierji.
Leta 1898 je skupina ameriških lovcev ustanovila pasji register z imenom United Kennel Club (UKC). Prva pasma, ki je bila vpisana v ta register pa je bil Pit Bull Terrier. V želji, da bi se poudaril ameriški izvor pasme so imenu kasneje dodali še »American«. Leta 1936 so v ZDA uradno priznali tudi pasmo Staffordshirski terier. Ameriška kinološka zveza je pod imenom Staffordshirski terier v register vpisala psico z imenom Wheeler's Black Dinah. Leta 1937 je prvi šampion te pasme v ZDA postal pes z imenom Maher's Captain D.
Kasneje so v ZDA iz psov pasme Staffordshirski terier razvili novo pasmo, ki je bila leta 1972, ločena od pasme Staffordshire Bull terier. Nastala je pasma Ameriški staffordshirski terier.
Evolucija imena:
- Pit Bull Terrier - druga polovica 19. stoletja
- American Pit Bull Terrier - 1898
- Staffordshire Terrier - 1936
- American Staffordshire Terrier - 1972

## Opis
Ameriški staffordshirski terier je prav tako močan in širokopleč pes, ki zraste do 48 cm v višino in doseže do 30 kilogramov telesne teže. Izjemno mišičasto telo in glava z izrazitimi ličnicami so pokazatelj nekdanje bojne narave teh psov, ki pa so ob pravilni vzgoji lahko izjemno prijazni in mirni.
Pri tej pasmi so dovoljene vse barvne kombinacije, razen jetrna in črnorumena. Poleg tega niso zaželeni psi, ki imajo več kot 80% bele barve. Dlaka je kratka, ostra in svetleča, psi pa nimajo močnega vonja. Ti psi so dobri družabniki in zelo dobri čuvaji, saj se na lastnika izredno navežejo. So dokaj inteligentni psi, ki pa imajo močan karakter in jih je potrebno pravilno vzgajati. Do tujcev so ob prisotnosti lastnika prijazni, sicer pa nezaupljivi in lahko celo agresivni. Ne prenašajo dobro bližine drugih psov, do domačih živali pa niso agresivni. Do otrok so načeloma prijazni, vendar je dobro biti previden, še posebej pri neznanih psih te pasme. Značilno za AmStaffe je, da imajo visok prag bolečine in, da je to načeloma zdrava pasma, pri kateri pa so možni pojavi displazije kolkov.
Ameriški stafford je primeren za začetnike prav tako kot za izkušene, je hitro učljiv, če živi v ograjenih prostorih z vrtom kjer lahko teče, zadošča že krajši sprehod ali igra. V stanovanju se temperament pasme načeloma umiri.

## Zakonske opredelitve
Do psov različnih pasem, ki spominjajo na Pit Bulle velja v javnosti po večini odklonilen odnos. Grobe poteze raznih bul terierjev, njihova preteklost ter neodgovorni lastniki, zaradi katerih so nekateri psi res agresivni in nevarni so vodile v prepoved teh pasem v nekaterih državah po svetu (Nemčija). V Sloveniji je lahko kot nevaren opredeljen le pes, ki je že kdaj ugriznil, in ne celotna pasma., predpisa, ki bi razvrščal pasme, pa trenutno v slovenskem pravnem sistemu ni.